# Andrew Jackson (effettista)
Andrew Jackson (...) è un effettista inglese, vincitore del Premio Oscar ai migliori effetti speciali per Tenet.

## Biografia
Andrew Jackson ha iniziato a lavorare come effettista nella serie televisiva Farscape. Successivamente, ha lavorato a 300 e Tutti pazzi per l'oro. Nel 2016, è stato candidato al Premi Oscar ai migliori effetti speciali per Mad Max: Fury Road. Nel 2021, ha vinto l'Oscar ai migliori effetti speciali per Tenet di Christopher Nolan.

## Filmografia

### Cinema
- 300, regia di Zack Snyder (2007)
- Tutti pazzi per l'oro (Fool's Gold), regia di Andy Tennant (2008)
- Segnali dal futuro (Knowing), regia di Alex Proyas (2009)
- Happy Feet 2 (Happy Feet Two), regia di George Miller (2011)
- Mad Max: Fury Road, regia di George Miller (2015)
- Dunkirk, regia di Christopher Nolan (2017)
- Il re (The King), regia di David Michôd (2019)
- Tenet, regia di Christopher Nolan (2020)
- Oppenheimer, regia di Christopher Nolan (2023)
- Furiosa: A Mad Max Saga, regia di George Miller (2024)

### Televisione
- Farscape - serie TV, episodio 1x01 (1999)

### Cortometraggi
- Solarmax, regia di John Weiley (2000)

## Riconoscimenti
- Premio Oscar
  - 2016 - Candidatura ai migliori effetti speciali pere Mad Max: Fury Road
  - 2021 - Migliori effetti speciali per Tenet
- Premi BAFTA
  - 2016 - Candidatura ai migliori effetti speciali per Mad Max: Fury Road
  - 2018 - Candidatura ai migliori effetti speciali per Dunkirk
  - 2021 - Migliori effetti speciali per Tenet